# Зубець Михайло Васильович
Миха́йло Васи́льович Зубе́ць (нар. 7 квітня 1938, Нова Басань — 7 січня 2014) — український політик та вчений-зоотехнік. , депутат Верховної Ради трьох скликань.
Герой України (2009), доктор сільськогосподарських наук (1990), професор (1991), академік НААНУ (Відділення ветеринарної медицини, розведення та селекція, 12.1990); Національна академія аграрних наук України, президент (з 28 березня 1996);Президент асоціації аграрних академій Європи (з 2010); член Комітету з Державних премій України в галузі науки і техніки (з 03.1997); член президії ВАК України (з 11.1998); в.о. член Президії НАНУ (з 12.1998); голова спостережної ради НАК «Украгролізинг» (з 04.2001); голова спостережної ради ЗАТ «Укрпиво» (з 09.2001).

## Біографія
Народився у селі Нова Басань, Бобровицький район, Чернігівська область.

### Родина
Українець; батько Василь Юхимович (1906—1943) і мати Параскева Іллівна (1911—1980) — працівники колгоспу «Дружба» Бобровицького району; дружина Інна Петрівна (1938) — учений зоотехнік, пенс.; син Микола (1963) — зооінж., генеральний директор фірми «Укртрансінвест»; дочка Лариса (1965) — зооінж., фахівець з інформ. забезпечення ВАТ «Скотарство України».

### Освіта
Українська сільськогосподарська академія, зоотехнічний факультет (1957—1962); кандидатська дисертація «Обґрунтування підбору в заводській череді великої рогатої худоби (за матеріалами племінного заводу симентальської худоби „Тростянець“)» (Харківський зооветеринарний інститут, 1974); докторська дисертація «Методи використання генофонду симентальської породи при чистопорідному розведенні та схрещуванні» (НДІ розведення та генетики сільськогосподарських тварин, м. Ленінград, 1990).

### Політична діяльність
Березень 1998 — кандидат в народні депутати України від Аграрної партії України, № 30 в списку. На час виборів: член АПУ, президент Української академії аграрних наук.
Народний депутат України 4-го скликання з квітня 2002 до квітня 2006 від Блоку «За єдину Україну!», № 15 в списку. На час виборів: президент УААН, член АПУ. член фракції «Єдина Україна» (травень — червень 2002), член фракції АПУ (червень — липень 2002), член групи «Демократичні ініціативи» (липень 2002 — вересень 2003), позафракційний (вересень — жовтень 2003), член групи «Народовладдя» (жовтень 2003 — травень 2004), член групи «Демократичні ініціативи Народовладдя» (травень 2004), член групи «Союз» (травень 2004 — травень 2005), член фракції Блоку Юлії Тимошенко (з травня 2005). Член Комітету у закордонних справах (з червня 2002).
Народний депутат України 5-го скликання з квітня 2006 до листопада 2007 від Блоку Юлії Тимошенко, № 59 в списку. На час виборів: народний депутат України, член ВО «Батьківщина». Член фракції «Блоку Юлії Тимошенко» (травень — липень 2006). Голова підкомітету з питань науки Комітету з питань науки і освіти (з липня 2006).
Народний депутат України 6 скликання з листопада 2007 до грудня 2012 від Партії регіонів, № 174 в списку. На час виборів: народний депутат України, безпартійний. Член фракції Партії регіонів (з листопада 2007). Член Комітету з питань науки і освіти (з грудня 2007), голова підкомітету з питань науки (з січня 2008).

### Детальна трудова біографія
- 09.1955-09.1956 — учень ТУ № 1, місто Київ.
- 09.1957-08.1962 — студент Української сільськогосподарської академії.
- 08.1962-06.1963 — старший зоотехнік-селекціонер Прилуцької держплемстанції Міністерства сільського господарства УРСР.
- 06.1963-07.1965 — зоотехнік-селекціонер, 07.1965-01.1972 — головний зоотехнік держплемзаводу «Тростянець», село Тростянець Чернігівської області.
- 01.-06.1972 — головний зоотехнік відділу з племінної справи, 06.1972-10.1973 — заступник начальника відділу, 10.1973-02.1978 — начальник відділу з племінної справи — заступник начальника Головного управління тваринництва, 02.1978-09.1980 — начальник управління м'ясного скотарства, 09.1980-12.1983 — начальник Головного управління сільськогосподарської науки, 12.1983-07.1984 — заступник Міністра, 07.1984-01.1986 — начальник Головного управління сільськогосподарської науки, пропаганди і впровадження Міністерства сільського господарства УРСР.
- 01.1986-05.1987 — начальник Головного управління виробничої перевірки, пропаганди і впровадження науково-технічних досягнень, 05.1987-01.1990 — начальник Головного управління науково-технічного прогресу в галузях АПК Держагропрому УРСР.
- 01.1990-01.1991 — заступник голови Президії Південного відділення ВАСГНІЛ.
- 01.1991-03.1996 — віце-президент УААН.
- 03.1996-07.1997 — Віце-прем'єр-міністр України; 04.-07.1997 — Міністр сільського господарства і продовольства України.

03.-10.1992 — член Колегії з питань економічної політики Верховної ради України.
Член Державної комісії з проведення в Україні адміністративної реформи (07.-08.1997), член Комісії з питань аграрної та земельної реформи при Президентові України (11.1997-02.1999); член Комісії з питань аграрної політики при Президентові України (02.1999-11.2001); член Ради з питань інтелектуальної власності та трансферу технологій (10.1999-03.2000); член Ради з питань науки та науково-технічної політики при Президентові України (з 03.2000); член Комісії з організації діяльності технологічних парків та інноваційних структур інших типів (з 08.2001); член Національної ради зі сталого розвитку України (з 05.2003); член урядового комітету з реформування аграрного сектора (з 06.2003).
Позаштатний радник Президента України (02.1998-01.2000).
Член АПУ (1996—2004, 2006—2007), 11.1996-03.1997 — голова АПУ; заступник голови АПУ (05.1999-2003), голова АПУ (10.2006-2007).

### Наукова робота
Автор (співав.) близько 1000 наук. праць, зокрема книг: «Перевод сельского хозяйства на передовые рубежи научно-технического прогресса» (1986), «Підвищення м'ясної продуктивності великої рогатої худоби» (1988, співав.), «Преобразование генофонда пород» (1990), «М'ясне скотарство» (1991, співав.), «Довідник по м'ясному скотарству» (1994, співав.), «Довідник зооінженерних термінів» (1995, співав.), «Племінна робота» (1995, співав.), «Генетика, селекция и биотехнология в скотоводстве» (1997, співав.), «Племінні ресурси України» (1998, співав.), «Вчені-селекціонери у тваринництві» (кн. 1, 1997, співав.), «Напрями економічного зростання агропромислового комплексу України» (1999), збірник «Вибрані твори» (2003). Був членом Комісії Президента України з питань науки.
Михайло Васильович не лише управляв цілою мережею відомчих наукових установ, він вивчав науку, спрямовуючи зусилля на її поліпшення. Його дисертації (кандидатська, а згодом і докторська), написані практиком, що власним досвідом міг засвідчити теоретичні положення, мали велике значення. Вони були побудовані на експериментах, спрямованих на удосконалення симентальської та створення на її основі нових молочних і м'ясних порід.

## Нагороди
- Звання Герой України з врученням ордена Держави (16 грудня 2009) — за визначний особистий внесок у розвиток вітчизняної аграрної науки, активну громадську та політичну діяльність, багаторічну самовіддану працю з підвищення ефективності агропромислового виробництва[5]
- Орден князя Ярослава Мудрого IV ст. (25 жовтня 2004) — за визначні особисті заслуги перед Україною в галузі державного будівництва. плідну законотворчу та активну громадсько-політичну діяльність
- Орден князя Ярослава Мудрого V ст. (3 квітня 1998) — за визначні досягнення в галузі селекції і розведення сільськогосподарських тварин, плідну наукову діяльність[6]
- Державна премія України в галузі науки і техніки 1999 року — за цикл наукових праць з теорії породоутворення у тваринництві (у складі колективу)[7]
- Державна премія України в галузі науки і техніки 1993 року — за розроблення методів та виведення української червоно-рябої молочної породи (у складі колективу)[8]
- Заслужений діяч науки і техніки України (3 жовтня 1996) — за вагомий внесок в удосконалення існуючих та виведення нових порід сільськогосподарських тварин, плідну наукову діяльність[9]
- Два ордени «Знак Пошани» (СРСР, 1971, 1976)
- Три медалі (1970, 1982, 1983)
- Орден Пошани (Російська Федерація) (6 березня 2012 року) — За великий внесок у розвиток двостороннього російсько-українського співробітництва у галузі сільськогосподарської науки[10]
- Орден рівноапостольного князя Володимира I, II та III ступеня

Іноземний член Російської академії сільськогосподарських наук (1997), Академії аграрних наук Республіки Білорусь (1993). Лауреат 1-ї премії НААНУ (1995), премії ім. В.Юр'єва НАНУ (1997).

## Меценатська діяльність
Один із жертводавців збірки «Не бував ти у наших краях!» — історико-краєзнавчої книги про минуле і сучасність Бобровицького краю.